# NGC 707
NGC 707 في الفهرس العام الجديد، هي مجرة، تقع في كوكبة قيطس. اكتشفت في 13 نوفمبر 1879 بواسطة فيلهلم تمبل.

## روابط خارجية
- NGC 707 على موقع ويكي سكاي: DSS2, SDSS, GALEX, IRAS, Hydrogen α, X-Ray, Astrophoto, Sky Map, Articles and images